# Jonas Vingegaard
Jonas Vingegaard Rasmussen, född den 10 december 1996 i Hillerslev i Thisteds kommun, Jylland, är en dansk tävlingscyklist. Han är en mycket bra klättrare och en god tempocyklist som främst deltar i etapplopp.
Vingegaard vann Tour de France totalt 2022, samt vann även loppets bergspristävling och tog två etappsegrar. Han kom på andra plats totalt i Tour de France 2021 och blev även tvåa i loppets ungdomstävling samt trea i dess bergspristävling.

## Meriter
2019
Vinnare av etapp 6 i Polen runt
Tvåa totalt i Danmark runt
Nia totalt i Deutschland Tour
2020
Åtta totalt i Polen runt
2021
 Vinnare totalt i Settimana Internazionale di Coppi e Bartali
 Vinnare av poängtävlingen
Vinnare av etapperna 2 och 4
Vinnare av etapp 1 i UAE Tour
Tvåa totalt i Tour de France
Tvåa totalt i Baskien runt
 Vinnare av ungdomstävlingen
Åtta totalt i Clásica de San Sebastián
2022
Tour de France:
 Vinnare totalt
 Vinnare av bergspristävlingen
Vinnare av etapperna 11 och 18
Vinnare av La Drôme Classic
Tvåa totalt i Critérium du Dauphiné
Vinnare av etapp 8
Tvåa totalt i Tirreno–Adriatico
Sexa totalt i Baskien runt
2023
 Vinnare totalt av Tour de France
Vinnare av etapp 16 (tempolopp)
 Vinnare totalt Baskien runt
 Vinnare av poängtävlingen
Vinnare av etapp 3, 4 och 6
 Vinnare totalt Critérium du Dauphiné
Vinnare av etapperna 5 och 7
 Vinnare totalt O Gran Camiño
 Vinnare av bergstävlingen
Vinnare av etapp 2, 3 och 4 (tempolopp)
Tvåa totalt Vuelta a España
Vinnare av etapperna 13 och 16
Trea totalt Paris–Nice
Vinnare av etapp 3 (lagtempolopp)
2024
Vinnare  totalt av Tirreno–Adriatico
Vinnare  av bergspristävlingen
Vinnare av etapperna 5 och 6
Vinnare  totalt av O Gran Camiño
Vinnare  av poängtävlingen
Vinnare  av bergspristävlingen
Vinnare av etapperna 2, 3 och 4
Tvåa totalt i Tour de France
Vinnare av etapp 11

### Placeringar i större etapplopp
| Grand Tours           |      |          |      |      |      |      |      |
| Grand Tour            | 2019 | 2020     | 2021 | 2022 | 2023 | 2024 | 2025 |
| Giro d'Italia         | —    | —        | —    | —    | —    | —    | —    |
| Tour de France        | —    | —        | 2    | 1    | 1    | 2    |      |
| Vuelta a España       | —    | 46       | —    | —    | 2    | —    |      |
| Övriga                |      |          |      |      |      |      |      |
| Lopp                  | 2019 | 2020     | 2021 | 2022 | 2023 | 2024 | 2025 |
| Paris–Nice            | —    | —        | —    | —    | 3    | —    | DNF  |
| Tirreno–Adriatico     | —    | —        | —    | 2    | —    | 1    | —    |
| Katalonien runt       | —    | inställt | —    | —    | —    | —    | —    |
| Baskien runt          | 32   | inställt | 2    | 6    | 1    | DNF  | —    |
| Romandiet runt        | 72   | inställt | —    | —    | —    | —    | —    |
| Critérium du Dauphiné | —    | —        | 51   | 2    | 1    | —    | —    |
| Tour de Suisse        | —    | inställt | —    | —    | —    | —    | —    |

DNF = fullföljde ej

## Personligt
Jonas Vingegaard är bosatt i jylländska Glyngøre i Skive kommun med Trine Marie Hansen och tillsammans har paret en dotter, Frida, född 2020.